# Henri de Lorraine (1661-1713)
Henri de Lorraine, comte de Brionne, né le 15 novembre 1661 et mort à Versailles le 3 avril 1712, était Grand écuyer de France en survivance, ainsi qu'un représentant de la Maison de Guise, elle-même branche cadette et française de la Maison souveraine de Lorraine. 

## Biographie
Henri de Lorraine est le fils de Louis de Lorraine (1641-1718), et de Catherine de Neufville de Villeroy. Par sa mère, il est le petit-fils de Nicolas de Neufville, 1er duc de Villeroy, maréchal de France.
Grand écuyer de France, son père lui laissa sa charge en survivance, de 1677 jusqu'à sa mort. Cette survivance passa ensuite à son frère Charles de Lorraine (1684-1751), qui fut revêtu de la charge par la démission de son père en juin 1717. 
En 1688, à 26 ans, Henri de Lorraine est fait chevalier de l'Ordre du Saint Esprit et accompagne Louis, dauphin de France, au siège de Philippsburg.
En 1696, quand Louis XIV se réconcilie avec Victor-Amédée II, duc de Savoie, il est chargé d'accompagner à Paris la fille de ce dernier, la princesse Marie-Adélaïde de Savoie, en vue de son mariage avec le duc de Bourgogne, petit-fils de Louis XIV.
Des ennuis de santé l'obligent à résigner ses charges peu avant sa mort et il décède à l'âge de cinquante ans, avant son père.

### Mariage et descendance
Il épouse en 1689 Marie Madeleine d'Espinay, fille de Louis d'Espinay, marquis de Broons, et de Marie-Françoise de Cousin. 
Issue de la famille d'Espinay, ancienne famille de la noblesse bretonne, elle meurt le 12 décembre 1714 à Paris. Tous deux laissent deux enfants :
- Louis de Lorraine, prince de Lambesc (1692 - 1743),
- Marie Louise de Lorraine, Mademoiselle de Brionne, (1693-1724).

### Distinction
- Chevalier de l'Ordre du Saint Esprit